# فانی شیلر
فانی شیلر (انگلیسی: Fanny Schiller; ۳ اوت ۱۹۰۱ – ۲۶ سپتامبر ۱۹۷۱) بازیگر اهل مکزیک بود. وی بین سال‌های ۱۹۲۱ تا ۱۹۷۱ میلادی فعالیت می‌کرد.
از فیلم‌ها یا برنامه‌های تلویزیونی که وی در آن نقش داشته است می‌توان به متروک، بادبزن خانم ویندیرمیر، خوشی، و سه النا اشاره کرد.